# Дирсен, Тим
Тим Дирсен (нем. Tim Dierßen; 15 января 1996 года, Штадтхаген, Нижняя Саксония) — немецкий футболист, полузащитник клуба «Ганновер 96 II».

## Клубная карьера
С 11 лет находится в системе «Ганновера».
25 апреля 2014 года дебютировал в Бундеслиге, в поединке «Ганновера» против «Штутгарта», выйдя на замену на 90-й минуте вместо Саболча Хусти.

## Международная карьера
С 2010 года привлекался в молодёжные и юношеские сборные Германии. 10 февраля 2013 года забил первый мяч в составе сборных, отличивших в товарищеском поединке против юношеской сборной Голландии до 17 лет.